# Khu bảo tồn linh dương Ả Rập
Khu bảo tồn linh dương Ả Rập là một khu bảo tồn động vật hoang dã nằm ở miền Trung và vùng ven biển Coastal Hills của Oman. Nơi đây có hệ thực vật đa dạng, cùng với các loài động vật quý hiếm điển hình của bán đảo Ả Rập, trong đó có linh dương sừng thẳng Ả Rập được cho là đã tuyệt chủng vào năm 1972 nhưng đã được tìm thấy ở nơi đây vào năm 1982. Ngoài ra là các loài động vật có nguy cơ tuyệt chủng và các loài đặc hữu bao gồm dê núi Nubia, sói Ả rập, lửng mật, linh miêu tai đen và quần thể lớn loài linh dương núi đá Ả Rập.
Giá trị nổi bật về bảo tồn các loài sinh vật bản địa là những gì có ở Khu bảo tồn linh dương Ả Rập. Vì vậy, năm 1994, UNESCO đã đưa khu vực vào danh sách các di sản thế giới.
Nhưng sau đó, số cá thể linh dương Ả Rập đã giảm từ 450 cá thể năm 1996 xuống còn 65 cá thể do tình trạng săn bắn và môi trường sống bị thay đổi. Cùng với đó, chính phủ Oman đã lên kế hoạch và tiến hành thăm dò dầu mỏ trong khu vực bảo tồn làm phá hủy tính toàn vẹn và ảnh hưởng đến sự tuyệt chủng của một số loài động vật trong đó có linh dương Ả Rập. Vì vậy, Ngày 28 tháng 6 năm 2007, UNESCO đã loại di sản này ra khỏi danh sách di sản thế giới, và đây là di sản đầu tiên bị gỡ bỏ.